# Vernon Heywood

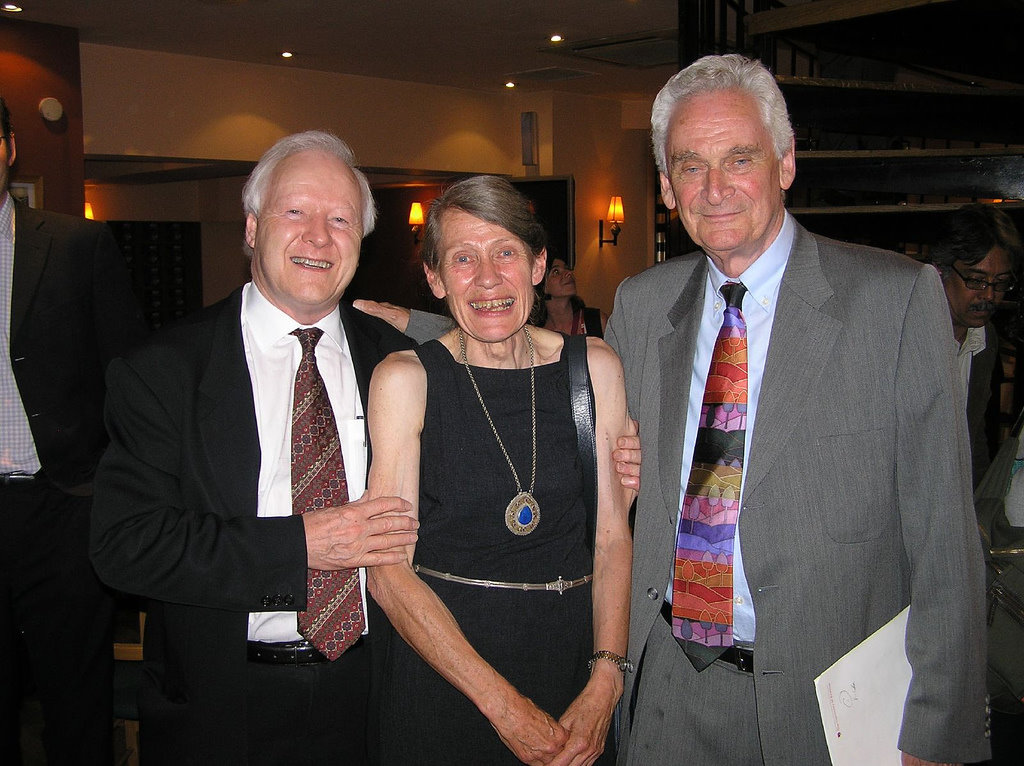
John McNeill, Barbara Pickersgill und Vernon Heywood (von links nach rechts)

Vernon Hilton Heywood (* 24. Dezember 1927 in Edinburgh; † 17. September 2022 in Reading) war ein britischer Biologe und Botaniker. Sein offizielles botanisches Autorenkürzel lautet „Heywood“.

## Leben und Wirken
Heywood war auf dem Gebiet der Taxonomie und Systematik tätig. Er ist Erstbeschreiber zahlreicher Pflanzenarten.
Er zeichnete sich besonders auf dem Gebiet der arzneilich verwendbaren und der ätherische Öle enthaltenden Pflanzen aus und widmete sich der Bewahrung von Wildformen der Kulturpflanzen.
Dazu erforschte er Möglichkeiten, das Erbgut aussterbender Pflanzen zu konservieren.
Heywood war an zahlreichen Initiativen zum Erhalt der Biodiversität beteiligt oder initiierte sie, so zum Beispiel das weltweite Netzwerk botanischer Gärten Botanic Gardens Conservation International (BGCI).
Er war Koordinator des UNEP Global Biodiversity Assessment.
Er war Professor der Universität Reading in England, lehrte dort Botanik und leitete den botanischen Garten. Er war Präsident des Internationalen Rates für medizinische und aromatische Pflanzen (International Council for Medicinal and Aromatic Plants).
Er heiratete 1952 in Spanien María de la Concepción Salcedo Manrique de Lara (1924–2012). Sie hatten mehrere Kinder. 1981 trennte er sich von ihr und heiratete Christine Anne Brighton. Er starb an inoperablem Krebs in Reading am 17. September 2022.

## Auszeichnungen
Vernon Hilton Heywood bekam während seines Lebens zahlreiche Ehrungen und Medaillen. Er bekam unter anderem 1987 die Linné-Medaille der Linnean Society of London. Planta Europa zeichnete ihn in Cluj-Napoca (Klausenburg) bei ihrer fünften Konferenz 2007 mit ihrem Linnaeus award aus.
Das Buch Taxonomy and Plant Conservation (Cambridge University Press, 2006, Herausgeber Etelka Leadlay und Stephen Jury) wurde Heywood aus Anlass seines 75. Geburtstags gewidmet.
Nach Heywood benannt ist die Pflanzengattung Heywoodiella Svent. & Bramwell aus der Familie der Korbblütler (Asteraceae).

## Publikationen (Auswahl)
- Taxonomie der Pflanzen, Gustav Fischer, Jena, 1971, keine ISBN
- mit Peter Hadland Davis: Principles of angiosperm taxonomy. Huntington, New York 1973.
- als Herausgeber Flowering Plants of the World, Andromeda Oxford, Abingdon, 1978, ISBN 0-19-521037-9
  - In deutscher Sprache: Blütenpflanzen der Welt, Birkhäuser, Basel, 1982, ISBN 3-7643-1305-6
- als Hrsg. mit Thomas Gaskell Tutin: Flora Europaea. Band 1–5. Cambridge University Press, Oxford 1964–1983.
- The Biodiversity Crisis and Global Change. In: 100 Jahre in Berlin-Dahlem - International Scientific Symposium - Botanic Gardens: Awareness for Biodiversity, Programm und Abstracts: Botanischer Garten und Botanisches Museum Berlin-Dahlem, 2004, Seite 18.
- Mit Edward S. Ayensu, Grenville L. Lucas und Robert A. Defilipps Our Green and Living World. The Wisdom to Save It. Smithsonian Institution Press, Washington D.C. und Press Syndicate of the University of Cambridge, Cambridge (England), 1984, ISBN 0-521-26842-7
- Mit Elizabeth Dowdeswell Global Biodiversity Assessment, Press Syndicate of the University of Cambridge, Cambridge (England), 1995, ISBN 0-521-56403-4 und ISBN 0-521-56481-6 (Broschur)